# STS-96
«Дискавери» STS-96 — второй полёт шаттла по программе сборки Международной космической станции. Основная задача миссии — доставка материалов и оборудования на МКС. Доставляемые на станцию оборудование и материалы были размещены в двойном транспортном модуле «Спейсхэб», который помещался в грузовом отсеке шаттла. «Дискавери» доставил на станцию более 1300 кг полезных грузов, включая 770 кг оборудования для российского сегмента станции, 600 кг для американского сегмента, а также 270 кг воды. Всё доставляемое на станцию оборудование было упаковано в 123 специальные транспортные укладки. 86 таких укладок были оставлены на станции: 71 в модуле «Заря» и 15 в модуле «Юнити». В это время МКС ещё не была обитаемой.

## Экипаж
- Кент Роминджер (Kent Rominger, 4-й космический полёт), командир экипажа
- Рик Хасбанд (Rick Husband, 1), пилот
- Даниэль Бэрри (Daniel Barry, 2), специалист по программе полёта
- Тамара Джерниган (Tamara Jernigan, 5), специалист по программе полёта
- Эллен Очоа (Ellen Ochoa, 3), специалист по программе полёта
- Жюли Пайетт (Julie Payette, 1), специалист по программе полёта
- Валерий Токарев (1), специалист по программе полёта

## Выходы в открытый космос
- Выход 1 —  Джерниган и Бэрри
- Цель: монтаж оборудования на внешней поверхности станции.
- Начало: 30 мая 1999 — 02:56 UTC
- Окончание: 30 мая — 10:51 UTC
- Продолжительность: 7 часов 55 минут

Это 4-й выход в космос связанный с МКС, 4-й выход по американской программе связанный с МКС. Это 2-й выход в космос Даниэла Бэрри и 1-й выход Тамары Джерниган.

## Подготовка к полёту
Первоначально старт миссии «Дискавери» STS-96 планировался на 20 мая 1999 года в 13:32 UTC.
15 апреля шаттл «Дискавери» был перевезён в здание вертикальной сборки.
19 апреля к шаттлу были подвешены внешний топливный бак и два твердотопливных ускорителя.
23 апреля «Дискавери» был вывезен на стартовую площадку 39В.
28 апреля в грузовом отсеке шаттла был установлен транспортный модуль «Спейсхэб».
9 мая над мысом Канаверал был шторм с градом, который повредил изоляцию внешнего топливного бака.
13 мая руководство НАСА приняло решение о возвращении шаттла в здание вертикальной сборки, для устранения повреждений нанесенных градом. Старт перенесен на 27 мая в 10:48 UTC.
16 мая «Дискавери» был возвращён в здание вертикальной сборки.
20 мая руководство НАСА подтвердило дату и время старта — 27 мая в 10:48 UTC.
21 мая после ремонта изоляционного покрытия внешнего топливного бака, шаттл «Дискавери» был вывезен из здания вертикальной сборки и установлен на стартовой площадке 39В.
23 мая, приблизительно, в 3 часа UTC (11 часов вечера местного времени) на космодром прибыл экипаж шаттла.
27 мая в 05:49 UTC экипаж позавтракал. В 07:05 экипаж прибыл на стартовую площадку. В 08:14 члены экипажа заняли свои места в кабине шаттла. В 09:36 был закрыт люк «Дискавери». В 10:49 шаттл «Дискавери» STS-96 стартовал.

## Полёт

### 27 мая (Старт и первый день полёта)
Экспедиция «Дискавери» STS-96 началась 27 мая в 10:49:43 UTC. Во время старта «Дискавери» Международная космическая станция (МКС), состоящая из двух модулей: российский модуль «Заря» и американский модуль «Юнити», находилась между восточным побережьем штатов Северная и Южная Каролина и Бермудскими островами на высоте 390 км (210 морских миль).
После выхода на орбиту астронавты начали проверку всех систем шаттла и подготовку к стыковке с МКС. Период с 15:50 до 23:50 был отведен для сна.
После пробуждения в 23:50 начался второй день полёта.

### 28 мая (второй день полёта)
Астронавты проверяли системы шаттла, готовились к предстоящей стыковке с МКС и выходу в открытый космос.
В 00:00 высота орбиты «Дискавери» была равна примерно 370 км (200 морских миль). «Дискавери» находился на расстоянии в 1400 км (775 морских миль) от МКС и приближался к станции со скоростью 110 км/ч (60 морских миль в час).
Были проведены две корректировки скорости шаттла. Первая коррекция в 04:24, вторая в 10:15. Скорость сближения шаттла со станцией была последовательно снижена до 100 км/ч (54 морских миль в час) и до 90 км/ч (48 морских миль в час).
С 13:50 до 22:20 экипаж спал.

### 29 мая (третий день полёта)
Шаттл находился в 220 км (120 морских миль) от станции и приближался к станции на 75 км (41 морскую милю) после каждого витка вокруг Земли.
В 01:35 был включен двигатель шаттла для заключительной фазы сближения с МКС. Когда шаттл находился в полумиле от станции, командир корабля Кент Ромингер перевел шаттл на ручное управление. В 03:05 шаттл был точно под станцией на расстоянии в 180 метров (600 футов). Затем шаттл сделал полупетлю — он прошел в 100 метрах (350 футов) перед станцией и затем оказался точно над станцией, на расстоянии в 80 метров (250 футов). Станция была сориентирована так, что корма модуля «Заря» была направлена на Землю, а модуль «Юнити» — в открытый космос. Шаттл продолжал приближаться к стыковочному адаптеру 2 и в 03:37 был на расстоянии 50 метров (170 футов) над станцией. В 04:13 расстояние сократилось до 10 метров (30 футов). В 04:24 шаттл состыковался со станцией. Это была первая стыковка шаттла и МКС. В 04:39 был открыт люк между шаттлом и стыковочным адаптером 2. Переход между стыковочным адаптером 2 и модулем «Юнити» оставался закрытым. Он будет открыт через день, после выхода в открытый космос Тамары Джерниган и Даниэля Бэрри.
С 13:50 до 21:50 — время для сна.

### 30 мая (четвертый день полёта, выход в открытый космос)
30 мая астронавты Тамара Джерниган и Даниэль Бэрри вышли в открытый космос. Выход начался в 02:56 UTC и закончился в 10:51. Продолжительность выхода составила 7 часов 55 минут. Во время выхода в открытый космос астронавты смонтировали на внешней поверхности станции опоры для ног, поручни и наборы инструментов, которые будут использоваться в последующих выходах в открытый космос. Астронавты также смонтировали два крана и провели инспекцию коммуникационных систем на модуле «Юнити». Астронавтам, находящимся в открытом космосе, ассистировала Жюли Пайетт. Роботом-манипулятором управляла Эллен Очоа.
Это был 45-й выход из шаттла и 4-й выход связанный со сборкой МКС.
С 13:50 до 21:50 — время для сна.

### 31 мая (пятый день полёта)
В 01:14 Тамара Джерниган и Валерий Токарев открыли люк между стыковочным адаптером 2 и модулем «Юнити» и первыми вошли в станцию. Затем в 02:14 были открыты люки между модулями «Юнити» и «Заря». Международная космическая станция вновь, после декабря 1998 года, стала обитаемой.
Астронавты начали переноску материалов и оборудования из транспортного модуля «Спейсхэб» в МКС. Токарев и Пайетт ремонтировали устройства подзарядки аккумуляторных батарей модуля «Заря».
В конце дня астронавты провели пресс-конференцию для средств массовой информации США.
С 13:20 до 21:20 — время для сна.

### 1 июня (шестой день полёта)
Астронавты продолжали переноску материалов и оборудования из транспортного модуля «Спейсхэб» в МКС. Токарев и Пайетт продолжили ремонт устройств подзарядки аккумуляторных батарей модуля «Заря».
Командир корабля Кент Ромингер и Валерий Токарев общались с представителями средств массовой информации России, которые находились в российском Центре управления полётом.
С 12:50 до 20:50 — время для сна.

### 2 июня (седьмой день полёта)
Астронавты продолжали переноску материалов и оборудования из транспортного модуля «Спейсхэб» в МКС. Для будущих экспедиций МКС доставлены: одежда, спальные мешки, вода, медицинское оборудование.
Командир корабля Кент Роминджер и астронавт из Канады Жюли Пайетт участвовали в разговоре с премьер-министром Канады Жаном Кретьеном и министром по науке Джоном Мэнли, а также отвечали на вопросы канадских студентов.
С 12:50 до 20:50 — время для сна.

### 3 июня (восьмой день полёта)
Астронавты закончили переноску материалов и оборудования из транспортного модуля «Спейсхэб» в МКС. Всё доставленное оборудование и материалы были размещены в модулях «Заря» и «Юнити» и будут использоваться членами первой долговременной экспедиции МКС. Командиром первой экспедиции МКС назначен американский астронавт Уильям Шеперд, а бортинженерами — два российских космонавта: Сергей Крикалёв и Юрий Гидзенко.
В общей сложности, астронавты перенесли около 2 тонн материалов и оборудования. 1,6 тонн (включая 300 кг воды) материалов были перенесены из «Дискавери» в станцию, 18 укладок, общим весом 90 кг, было перенесено из станции в «Дискавери», для возвращения на Землю, 300 кг оборудования было размещено на внешней поверхности станции во время работы в открытом космосе.
В 06:40 астронавты закрыли люк между модулем «Заря» и стыковочным адаптером 1. В 07:12 был закрыт люк между стыковочным адаптером 1 и модулем «Юнити». Люк модуля «Юнити» был закрыт в 08:44.
Время работы на МКС составило 79 часов 30 минут. В 09:30 командир экипажа Кент Роминджер 17 раз кратковременно включал двигатели «Дискавери» с целью поднятия орбиты станции. После коррекции, параметры орбиты станции составили 396×388 км (246×241 мили).
С 12:50 до 20:50 — время для сна.

### 4 июня (девятый день полёта)
В 22:39 (3 июня) шаттл «Дискавери» отстыковался от станции. После расстыковки, «Дискавери» сделал облет станции. «Дискавери» и станция находились в состыкованном состоянии 5 суток 18 часов и 17 минут.
В 00:53 были включены двигатели «Дискавери» и шаттл начал удаляться от станции со скоростью 13 км (7 морских миль) за один виток вокруг Земли.
Астронавты начали укладывать оборудование, которое они использовали во время полёта и проверяли системы шаттла перед предстоящей посадкой.
6 июня «Дискавери» имел две возможности для приземления на посадочной полосе № 15 на мысе Канаверал: в 06:03 и в 07:38.
С 12:50 до 20:50 — время для сна.

### 5 июня (десятый день полёта)
В 07:31 из грузового отсека был запущен спутник «Старшайн» (STARSHINE). В создании это спутника участвовали студенты из 18 стран. Спутник представляет собой сферу размером около 50 см (19 дюймов). На поверхности сферы закреплены 800 зеркал из полированного алюминия. По отраженному от этих зеркал солнечному свету, студенты будут рассчитывать плотность атмосферы. Спутник должен оставаться на орбите в течение 8 месяцев.
Астронавты готовили шаттл к приземлению.

### 6 июня (приземление)
В 04:54 были включены тормозные двигатели. В 06:03 шаттл «Дискавери» успешно приземлился на посадочной полосе № 15 космодрома на мысе Канаверал. Это была 11-я ночная (местное время 1 час и 3 минуты ночи) посадка шаттла.

## Итоги
Все задания, поставленные перед миссией, были выполнены. Осуществлена первая стыковка шаттла с Международной космической станцией. Доставлены оборудование и материалы для первой долговременной экспедиции МКС. Первая экспедиция к МКС будет направлена только после того, как к станции пристыкуется ещё один российский модуль — «Звезда», запуск которого задерживается почти на год из-за финансовых проблем.